# Авогадро, Амедео

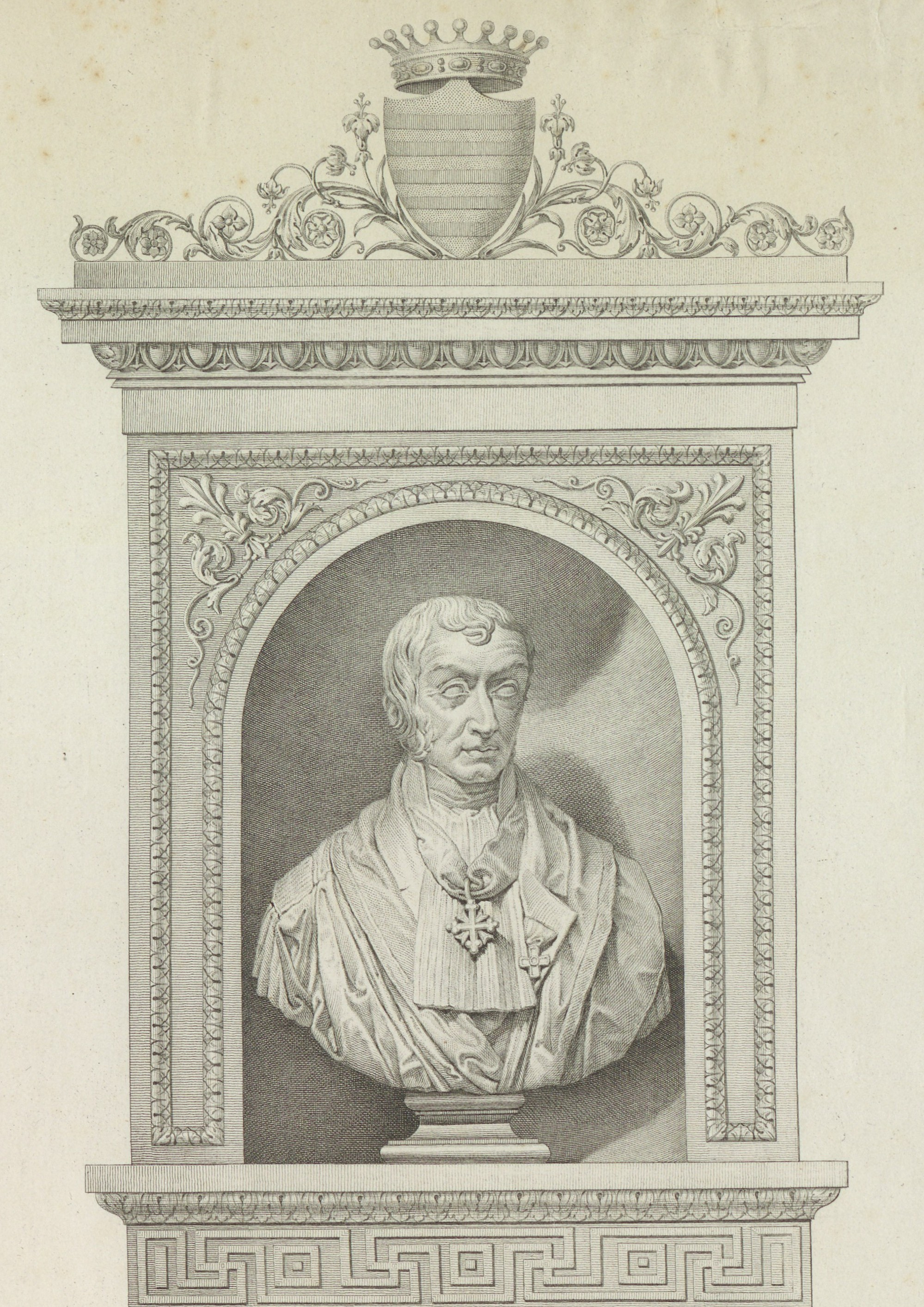
Амедео Авогадро

Амеде́о Авога́дро (произносится как Амедэ́о, итал. Lorenzo Romano Amedeo Carlo Avogadro di Quaregna e Cerreto; 9 августа 1776, Турин — 9 июля 1856, Турин) — итальянский учёный-химик, первооткрыватель фундаментального физико-химического закона, названного его именем.

## Биография
Граф Лоренцо Романо Амедео Карло Авогадро родился 9 августа 1776 года в Турине, столице Сардинского королевства. Амедео был третьим из восьми детей. В юношеские годы посещал школу геометрии и экспериментальной физики. По традиции того времени профессии и должности передавались по наследству, поэтому Амедео занялся юриспруденцией. В 20 лет получил степень доктора церковного законоведения. В 25 лет начал самостоятельно изучать физико-математические науки.
В 1803 и 1804 годах он, совместно со своим братом Феличе, представил в Туринскую академию наук две работы, посвящённые теории электрических и электромагнитных явлений, за что и был избран в 1804 году членом-корреспондентом этой академии. В первой работе под названием «Аналитическая заметка об электричестве» он объяснил поведение проводников и диэлектриков в электрическом поле, в частности явление поляризации диэлектриков. Высказанные им идеи получили затем более полное развитие в работах других учёных. В 1806 году Авогадро получает место репетитора в Туринском лицее. В 1809 году переведён преподавателем физики и математики в лицей города Верчелли.
В сентябре 1819 года Авогадро избирается членом Туринской академии наук. В 1820 году королевским указом Авогадро назначается первым профессором новой кафедры высшей физики в Туринский университет. В 1822 году Туринский университет был закрыт властями после студенческих волнений. В 1823 году Авогадро получает почётный титул заслуженного профессора высшей физики и назначается старшим инспектором в палату по контролю за государственными расходами. Несмотря на новые обязанности, Авогадро продолжал заниматься научными исследованиями.
В 1832 году Туринский университет вновь получил кафедру высшей физики, но её предложили не Авогадро, а известному французскому математику Огюстену Луи Коши, покинувшему родину в 1830 году. Только спустя два года, после отъезда Коши, Авогадро смог занять эту кафедру, где и проработал до 1850 года. В том году он ушёл из университета, передав кафедру своему ученику Феличе Кью.
После ухода из университета Авогадро некоторое время занимал должность старшего инспектора Контрольной палаты, а также состоял членом Высшей статистической комиссии, Высшего совета народного образования и председателем Комиссии мер и весов. Несмотря на почтенный возраст, он продолжал публиковать свои исследования в трудах Туринской академии наук. Последняя его работа вышла из печати за три года до смерти, когда Авогадро исполнилось 77 лет. Он умер в Турине 9 июля 1856 года и похоронен в семейном склепе в Верчелли.

## Научная деятельность
Свою научную деятельность Авогадро начал с изучения электрических явлений. Работы Авогадро, посвящённые этой теме, появлялись вплоть до 1846 года. Большое внимание уделял он также исследованиям в области электрохимии, пытаясь найти связь между электрическими и химическими явлениями, что привело его к созданию своеобразной электрохимической теории. В этом отношении его исследования соприкасались с работами знаменитых химиков Дэви и Берцелиуса. Но в историю физики Авогадро вошёл как открыватель одного из важнейших законов молекулярной физики.
В 1811 году появилась статья Авогадро «Очерк метода определения относительных масс элементарных молекул тел и пропорций, согласно которым они входят в соединения». Излагая основные представления молекулярной теории, Авогадро показал, что она не только не противоречит данным, полученным Гей-Люссаком, но напротив, прекрасно согласуется с ними и открывает возможность точного определения атомных масс, состава молекул и характера происходящих химических реакций.
Во времена Авогадро его гипотезу невозможно было доказать теоретически. Но эта гипотеза давала простую возможность экспериментально устанавливать состав молекул газообразных соединений и определять их относительную массу. Эксперимент показывает, что объёмы водорода, кислорода и образующихся из этих газов паров воды относятся как 2:1:2. Выводы из этого факта можно сделать разные. Первый: молекулы водорода и кислорода состоят из двух атомов (Н2 и О2), а молекула воды — из трёх, и тогда верно уравнение 2Н2 + О2 = 2Н2О. Но возможен и такой вывод: молекулы водорода одноатомны, а молекулы кислорода и воды двухатомны, и тогда верно уравнение 2Н + О2 = 2НО с тем же соотношением объёмов 2:1:2. В первом случае из соотношения масс водорода и кислорода в воде (1:8) следовало, что относительная атомная масса кислорода равна 16, а во втором — что она равна 8. Кстати, даже через 50 лет после работ Гей-Люссака некоторые учёные продолжали настаивать на том, что формула воды именно НО, а не Н2О. Другие же считали, что правильна формула Н2О2. Соответственно в ряде таблиц атомную массу кислорода принимали равной 8.
Однако был простой способ выбрать из двух предположений одно верное. Для этого надо было лишь проанализировать результаты и других аналогичных экспериментов. Так, из них следовало, что равные объёмы водорода и хлора дают удвоенный объём хлороводорода. Этот факт сразу отвергал возможность одноатомности водорода: реакции типа H + Cl = HCl, H + Cl2 = HCl2 и им подобные не дают удвоенного объёма HCl. Следовательно, молекулы водорода (а также хлора) состоят из двух атомов. Но если молекулы водорода двухатомны, то двухатомны и молекулы кислорода, а в молекулах воды три атома, и её формула — Н2О. Удивительно, что такие простые доводы в течение десятилетий не могли убедить некоторых химиков в справедливости теории Авогадро, которая в течение нескольких десятилетий оставалась практически незамеченной.
Отчасти это объясняется отсутствием в те времена простой и ясной записи формул и уравнений химических реакций. Но главное — противником теории Авогадро был знаменитый шведский химик Йенс Якоб Берцелиус, имевший непререкаемый авторитет среди химиков всего мира. Согласно его теории, все атомы имеют электрические заряды, а молекулы образованы атомами с противоположными зарядами, которые притягиваются друг к другу. Считалось, что атомы кислорода имеют сильный отрицательный заряд, а атомы водорода — положительный. С точки зрения этой теории невозможно было представить молекулу кислорода, состоящую из двух одинаково заряженных атомов! Но если молекулы кислорода одноатомны, то в реакции кислорода с азотом: N + O = NO соотношение объёмов должно быть 1:1:1. А это противоречило эксперименту: 1 л азота и 1 л кислорода давали 2 л NO. На этом основании Берцелиус и большинство других химиков отвергли гипотезу Авогадро как не соответствующую экспериментальным данным.
В 1821 году в статье «Новые соображения о теории определённых пропорций в соединениях и об определении масс молекул тел» Авогадро подвёл итог своей почти десятилетней работы в области молекулярной теории и распространил свой метод определения состава молекул на целый ряд органических веществ. В этой же статье он показал, что другие химики, прежде всего Дальтон, Дэви и Берцелиус, не знакомые с его работами, продолжают придерживаться неверных взглядов на природу многих химических соединений и характер происходящих между ними реакций.
Эта работа интересна ещё в одном отношении: в ней впервые встречается имя Ампера, по выражению Авогадро, «одного из самых искусных физиков наших дней», в связи с его исследованиями в области молекулярной теории. Эту сторону деятельности Ампера обычно не упоминают, поскольку его заслуги в области электродинамики затмевают все остальные работы. Тем не менее, Ампер работал и в области молекулярной физики и независимо от Авогадро (но несколько позже) пришёл к некоторым из идей, высказанных Авогадро. В 1814 году Ампер опубликовал письмо к химику Бертолле, в котором сформулировал положение, по существу совпадающее с законом Авогадро. Здесь же он указывал, что соответствующая работа Авогадро стала ему известна уже после написания письма к Бертолле.

## Закон Авогадро
Авогадро пришёл к следующему важному заключению: «число молекул всегда одно и то же в одинаковых объёмах любых газов». Далее он писал, что теперь «имеется средство очень лёгкого определения относительных масс молекул, которые можно получить в газообразном состоянии, и относительного числа молекул в соединениях».
В 1814 году появляется вторая статья Авогадро «Очерк об относительных массах молекул простых тел, или предполагаемых плотностях их газа, и о конституции некоторых из их соединений». Здесь чётко формулируется закон Авогадро: «…равные объёмы газообразных веществ при одинаковых давлениях и температурах отвечают равному числу молекул, так что плотности различных газов представляют собою меру масс молекул соответствующих газов». Далее в статье рассматриваются приложения этого закона для определения состава молекул многочисленных неорганических веществ.
Так как молярная масса (масса вещества, содержащего один моль молекул) пропорциональна массе отдельной молекулы, то закон Авогадро можно сформулировать как утверждение, что моль любого вещества в газообразном состоянии при одинаковых температурах и давлениях занимает один и тот же объём. Как показали эксперименты, при нормальных условиях (р = 1 атм (760 мм рт. ст.), T = 273 K (0 °C)) он равен 22,414 л. Число молекул в грамм-молекуле любого вещества одинаково. Оно получило название числа Авогадро. Оно равно 6,02 ⋅ 1023.

## Интересные факты
- Импульсом к активным экспериментам в области химии для Авогадро послужило открытие Гей-Люссаком газовых законов.[6]
- Авогадро в своих трудах пользовался понятием молекула газа, которое, в современной терминологии, включало в себя одновременно понятия атом и молекула.[7]

## Память
- В честь Авогадро назван кратер на Луне, минерал авогадрит, малая планета (12294) Авогадро.
- Его имя носит Университет Восточного Пьемонта.